# コマース郡区 (ミシガン州オークランド郡)
コマース郡区（英: Commerce Charter Township）は、アメリカ合衆国ミシガン州ロウアー半島の南東部オークランド郡の郡区である。ある程度の自治権を付与されたチャーター郡区の形態を採っている。デトロイト市の郊外にあり、同都市圏に属している。2020年国勢調査での郡区人口は43,058 人。
コマース郡区のある地域は、広く平らな農地と郊外開発地のある、うねりのある丘陵部である。ヒューロン川が郡区内をほぼ南北に流れている。内陸の小さな湖があり、穏やかな隠棲地という雰囲気だったので、以前はデトロイト市民にとって週末や夏のリゾート地だったが、近年の住宅開発によって、全て恒久的な住宅が並ぶ所となった。最近の数年間で人口が急増しており、その多くは幾つかある湖とゴルフコースの傍あるいは近くに家が建っている。プラウドレイク州立レクリエーション地域の大半が郡区内に入っている。州道5号線の北側終点が郡区内にある。この交通量の多い道路は北の州間高速道路75号線まで伸びることになっているが、この地域は土地価格が高く、また多くの湖が散在することから、その計画は非常に資金を必要とすると考えられる。
1994年、17歳のイーグルスカウトであるデイヴィッド・ハーンが、コマース郡区内にある自家の裏庭で手製の原子力反応器を制作し、自分自身とその隣人、恐らくは地域の4万人が放射性物質に暴露され、アメリカ合衆国環境保護庁の注意を惹いた。この事件は短期間だがマスコミを騒がせた。またジャーナリストのケン・シルバースタインはこの事件に関して『放射性ボーイスカウト』という本を書いて、2004年に出版した。

## 郡区の中の町
郡区の南部には次の3自治体がある。
- ウォールドレイク市、郡区の南部中央にある
- ウィクソム市北部は郡区の南西端にある。その南部はノバイ市北西部に接する
- ウルヴァリン・レイク村は郡区内で法人化された村である

さらに非法人地域として下記の4つがある。
- コマース、コマース道路とスリース道路沿いにある (北緯42度35分28秒 西経83度29分27秒 / 北緯42.59111度 西経83.49083度; 標高: 945 フィート/288 m)[4]。1836年に区画が決められた[5]
- グレンガリー、ベンスタイン道路沿いのオークリーパークとグレンガリー道路の間 (北緯42度33分54秒 西経83度30分15秒 / 北緯42.56500度 西経83.50417度; 標高: 922 フィート/281 m)[6]
- オークリーパーク、 (北緯42度34分08秒 西経83度29分48秒 / 北緯42.56889度 西経83.49667度; 標高: 932 フィート/284 m)[7]
- ユニオンレイク、郡区の北東部にある非法人地域、ウェスト・ブルームフィールド郡区、 ウォーターフォード郡区、ホワイトレイク郡区に通じる

## 地理
アメリカ合衆国国勢調査局に拠れば、郡区の全面積は29.8平方マイル (77 km2)であり、このうち陸地27.6平方マイル (71 km2)、水域は2.3平方マイル (6.0 km2)で水域率は7.61%である。

## 人口動態
以下は2000年の国勢調査による人口統計データである。
| 基礎データ - 人口: 34,764 人 - 世帯数: 12,379 世帯 - 家族数: 9,754 家族 - 人口密度: 486.9人/km2（1,261.1 人/mi2） - 住居数: 12,924 軒 - 住居密度: 181.0軒/km2（468.8 軒/mi2） 人種別人口構成 - 白人: 96.73% - アフリカン・アメリカン: 0.50% - ネイティブ・アメリカン: 0.19% - アジア人: 1.31% - 太平洋諸島系: 0.01% - その他の人種: 0.32% - 混血: 0.95% - ヒスパニック・ラテン系: 1.16% | 年齢別人口構成 - 18歳未満: 29.5% - 18-24歳: 5.6% - 25-44歳: 34.1% - 45-64歳: 23.7% - 65歳以上: 7.1% - 年齢の中央値: 36歳 - 性比（女性100人あたり男性の人口） - 総人口: 101.4 - 18歳以上: 99.0 世帯と家族（対世帯数） - 18歳未満の子供がいる: 42.4% - 結婚・同居している夫婦: 68.4% - 未婚・離婚・死別女性が世帯主: 7.3% - 非家族世帯: 21.2% - 単身世帯: 17.0% - 65歳以上の老人1人暮らし: 4.3% - 平均構成人数 - 世帯: 2.81人 - 家族: 3.19人 | 収入と家計 - 収入の中央値 - 世帯: 72,702米ドル - 家族: 79,976米ドル - 性別 - 男性: 61,087米ドル - 女性: 36,125米ドル - 人口1人あたり収入: 33,104米ドル - 貧困線以下 - 対人口: 3.4% - 対家族数: 2.4% - 18歳未満: 3.8% - 65歳以上: 4.4% |

## 教育
コマース郡区の領域内には、ウォールドレイク統合教育学区とヒューロンバレー教育学区という2つの教育学区がある
。郡区内にある高校としては、ウォールドレイク北高校、ウォールドレイク中央高校、ウォールドレイク西高校の3校がある。